# Ловчански височини
Ловчанските височини (или Ловчанска планина) са хълмиста ридова височина във вътрешната структурна ивица на Средния Предбалкан, област Ловеч.
Ловчанските височини се простират в северната част на Средния Предбалкан, като по северното им подножие преминава условната граница между Предбалкана и Дунавската равнина, респективно Плевенските височини. На североизток, в района на село Брестово чрез седловина висока 440 m се свързват с Деветашкото плато. На изток долината на река Крапец (ляв приток на Росица) ги отделя от Севлиевските височини. На югоизток чрез седловина висока 521 m в района на село Дъбрава се свързват с Микренските височини, а на юг долините на реките Българенска (десен приток на Осъм) и Дрипла (ляв приток на Осъм) ги отделят от тях. На югозапад, в района на село Микре се свързват с нископланинския рид Гагайка, а на запад постепенно преминават в ниските Угърчински височини.
Дължината на височините от запад на изток е около 30 km, а ширината им от север на юг е 24 – 25 km. Най-високата част на височините се намира в югозападната им част, връх Гюнето (654,9 m), разположен на около 500 m североизточно от село Киркова махала.
Ловчанските височини имат широко и плоско било и са проломени почти по средата от юг на север (от село Казачево до Ловеч) от река Осъм. Изградени са от нагънати долнокредни варовици, пясъчници и мергели от северното бедро на разрушената Микренска антиклинала. Има изобилие от карстови форми. От тях извират реките Каменица (десен приток на Вит) и десният ѝ приток Катунецка река (Тоша), Чернялка (десен приток на Вит) и Дрипла (ляв приток на Осъм).
Климатът е умереноконтинентален със сравнително студена зима и топло лято. Почвите са сиви горски и рендзини. На отделни участъци са запазени гори от благун и габър. Големи площи са заети от обработваеми земи и пасища.
В центъра на височините, на изхода на река Осъм от пролома си е разположен град Ловеч, а около него са селата: Абланица, Баховица, Българене, Голец, Горан, Горно Павликене, Дъбрава, Изворче, Йоглав, Казачево, Каленик, Киркова махала, Къкрина, Лисец, Орляне, Прелом, Пресяка, Гостиня, Радювене, Скобелево, Славяни, Слатина, Сливек, Соколово, Умаревци и Хлевене.
По периферията на височините и през тях преминават участъци от четири пътя от Държавната пътна мрежа:
- По южната им периферия, между селата Микре и Малиново, по границата с Микренските височини, на протежение от 30,9 km – участък от първокласен път № 4 Ябланица – Велико Търново – Шумен.
- От север на юг, през град Ловеч и по долината на река Осъм, на протежение от 29,9 km – участък от второкласен път № 35 Плевен – Ловеч – Кърнаре.
- От североизток на югозапад, от село Йоглав до Ловеч, по долината на Осъм, на протежение от 9,7 km – участък от третокласен път № 301 Козар Белене – Летница – Ловеч.
- От запад на изток, през Ловеч, на протежение от 46,1 km – участък от третокласен път № 401 Микре – Ловеч – Кормянско.[1]

През средата на възвишенията, по долината на река Осъм преминава и участък от трасето на жп линията Левски – Ловеч – Троян.
По северното им подножие предстои изграждането на участък от автомагистрала „Хемус“.

## Топографска карта
- Лист от карта K-35-26. Мащаб: 1 : 100 000.